# ガイダ・カンバシュ
ガイダ・カンバシュ（アラビア語: غيداء كمبش 、1974年 - 2020年7月10日）は、イラクの政治家。

## 略歴
バグダッド北部のバアクーバ出身。バグダッド大学で政治学の博士号を取得する。2010年から国民議会に10年間選出される。晩年は教育制度の改革を訴えていた。
2020年7月10日、バグダッドでCOVID-19により死去。46歳没。